# Kellyton
Kellyton – miasto w Stanach Zjednoczonych, w stanie Alabama, w hrabstwie Coosa. W roku 2023 miasto zamieszkiwały 124 osoby, a gęstość zaludnienia wynosiła 49,6 osoby/km².